# Штангль, Франц
Франц Штангль (нем. Franz Stangl; 26 марта 1908, Альтмюнстер — 28 июня 1971, Дюссельдорф) — нацистский военный преступник, гауптштурмфюрер СС, комендант лагерей смерти Собибор и Треблинка.

## Биография
Родился в городке Альтмюнстер в Австро-Венгрии в семье военнослужащего. С 1923 года в возрасте 15 лет работал на текстильной фабрике. В 1931 году поступил на службу в земельную полицию Линца и довольно быстро дослужился до чиновника политического отдела полиции, который вёл борьбу как с левыми, так и с правыми силами. В 1934 году присоединился к нацистскому движению.
В марте 1938 года вступил в НСДАП (нем. NSDAP) в Австрии. В ноябре 1940 года призван в Берлин, где ему было поручено по линии СС руководить осуществлением программы эвтаназии (умерщвления) в институте в Хартгейми, близ Линца. С помощью эвтаназии предполагалось уничтожать душевнобольных и тяжелобольных людей, неподдающихся лечению.
В марте 1942 года руководил созданием концентрационного лагеря Собибор, а через два месяца стал его комендантом и пробыл на этом посту до сентября этого же года. В сентябре 1942 года назначен на должность коменданта концентрационного лагеря смерти Треблинка. За время его руководства лагерем там было уничтожено около 700 тысяч (по другим данным 900 тысяч) человек. Путь к Треблинке открывался следующим образом: здание (длинный барак), оборудованное газовыми камерами, располагалось слева. Сразу по левой стороне за этим длинным бараком начинался, как говорили немцы,  «Reise bis Himmel» (путь на небеса). На большой открытой площадке работал так называемый «сортировочный отряд», который разбирал гору вещей умерших. Неподалёку находился экскаватор, который наполнял ямы для трупов. 2 августа 1943 года произошло массовое восстание в лагере, несколько сотен заключённых сумели скрыться. Впоследствии восстание было подавлено. Штангль через месяц вместе со своим штабом были переведены в Триест. Там он работал в концентрационном лагере Сан-Саббах — главном лагере на Адриатическом побережье.
В 1945 году вернулся в Австрию, где был арестован. В 1948 году с помощью системы «крысиных троп» организовал побег и через Италию добрался в Сирию, где жил под своей фамилией. В 1951 году переехал в Бразилию. Жил и работал в городе Сан-Пауло.
В начале 1960-х годов его личность была идентифицирована. В 1967 году Штангль был арестован бразильской политической полицией ДОПС и выдан властям Федеративной Республики Германии. 22 декабря 1970 года был приговорён к пожизненному лишению свободы. Умер 28 июня 1971 года в тюрьме Дюссельдорфа.